# Nándor Dáni
Nándor Dáni, né le 30 mai 1871 à Budapest et décédé le 31 décembre 1949 à Budapest, était un athlète hongrois, médaillé d'argent lors des Jeux olympiques de 1896 à Athènes.
Dáni participe à l'épreuve du 800 mètres, terminant deuxième de la série qualificative pour la finale. En finale, il termine de nouveau derrière Teddy Flack (Australie), le même concurrent qui l'a battu au premier tour. Le temps de Dáni en finale est de 2 min 11 s 8 à moins d'une seconde de la performance de Flack (2 min 11 s).

## Palmarès

### Jeux olympiques d'été
- Jeux olympiques d'été de 1896 à Athènes
  -  Médaille d'argent sur le 800 mètres.